# Pak Čchan-uk
Pak Čchan-uk (korejsky 박찬욱, anglicky Park Chan-Wook, * 23. srpna 1963 Soul) je jihokorejský filmový režisér, scenárista a filmový producent. Mezi jeho nejznámější filmy, které dosáhly i zahraničního úspěchu, patří Oldboy z roku 2003 (Pak Čchan-uk se na něm podílel scénářem i režií) a Komorná z roku 2016 (Pak Čchan-uk se podílel scénářem, režií i produkcí).

## Filmografie (výběr)
- 2003 – Oldboy
- 2005 – Nebohá paní pomsta
- 2006 – Jsem kyborg, ale to nevadí
- 2016 – Komorná
- 2022 – Podezřelá